# Clima da Índia

Precipitações de chuva por ano em cm.

O clima da Índia varia de calor no sul a um clima mais frio no norte. Nas regiões setentrionais neva com frequência no inverno. O clima é tropical e ventoso, exceto na zona montanhosa do Himalaia e do Indocuche, que funcionam como uma barreira para os ventos frios provenientes da Ásia Central, o que mantém o subcontinente com temperaturas mais elevadas do que outras regiões em latitudes semelhantes. A paisagem é muito variada e pode-se contemplar desde zonas muito áridas, como no deserto de Thar junto ao Paquistão, bosques e savanas ervosas, e que ocupam a quinta parte do território indiano até montanhas gélidas, como no Himalaia. 